# Hyagnis
Hyagnis (en grec ancien Ὑάγνις ou Ἄγνις) est un personnage de la mythologie grecque.

## Biographie
Il est le père de Marsyas. Dans les traditions de Phrygie, il est l'inventeur de la musique, en particulier de l'aulos et est l'auteur de plusieurs chants en l'honneur de Cybèle. 